# Cocalus
Cocalus is een geslacht van spinnen uit de familie springspinnen (Salticidae).

## Soorten
De volgende soorten zijn bij het geslacht ingedeeld:
- Cocalus concolor C. L. Koch, 1846
- Cocalus gibbosus Wanless, 1981
- Cocalus limbatus Thorell, 1878
- Cocalus murinus Simon, 1899